# قلعه ده شیب
قلعه ده شیب مربوط به دوره قاجار است و در شهرستان نهبندان، روستای ده سلم واقع شده و این اثر در تاریخ ۷ مهر ۱۳۸۱ با شمارهٔ ثبت ۶۳۷۴ به‌عنوان یکی از آثار ملی ایران به ثبت رسیده است.